# يوم غول الأول
يوم غول الأول، وهو أحد أيام العرب في الجاهلية وكان بين بني العنبر من بني تميم و بكر بن وائل.

## سبب التسمية
نسبةً إلى غول الجبل الأحمر ذو الهضبات المتعددة، والواقع في اقصى الجنوب الغربي من القصيم، بإقليم نجد في السعودية وكان في غول يوم مشهور ومن أيام العرب التي ورد ذكرها في الشعر.

## القصة
كان العدواة بين تميم و بكر بن وائل كبيرة جدا، وقد غزا طريف بن تميم العنبري التميمي بكر بن وائل في موقعة يقال لها غول فاقتتلوا قتالا عظيما ثم أنهزمت بكر بن وائل وقتل طريف بن تميم العنبري شرحبيل بن ربيعة وعمرو بن مرثد المحلي و المحسر قائدة بكر بن وائل في هاذ اليوم، وهاذ اليوم قتلت بكر بن وائل قتلة شديدة وغنم بنو العنبر غنائم كثيرة.

## يوم غول والشعراء
- يقول الشاعر عامر بن الطفيل :

- يقول الشاعر عمر بن لجأ يخاطب جرير بن الخطفى قائلاً :

، ويقول شمعلة في دارة مأسل:

## انظر ايضاً
- القصيم
- يوم طخفة